# Courrier du Bas-Rhin
Le Courrier du Bas-Rhin fut l'une des principales gazettes de la fin du XVIIIe siècle. Joseph Alexandre Bernheim, futur fondateur du Courrier de la Plata, y fit ses premieres armes.

## Référence
1. ↑  (en) « Le travail du gazetier » (consulté le 31 mai 2011)